# Kálvinista Szemle
Kálvinista Szemle a Szlovákiai Református Keresztyén Egyház magyar nyelven megjelenő hivatalos lapja. Első lapszámát 1951 júniusában adták ki. A havonta megjelenő lapot Komáromban adják ki, jelenlegi főszerkesztője Fazekas László, szerkesztője A. Kis Béla. Szlovák nyelven Kalvínske hlasy címmel jelenik meg.